# کویچاک
کِویچاک یکی از رودهای آلاسکا است که به خلیج بریستول می‌ریزد.